# Brody (Staszów)
Pour les articles homonymes, voir Brody.
Brody est une localité polonaise de la gmina d'Oleśnica, située dans le powiat de Staszów en voïvodie de Sainte-Croix.